# Cyanflugsnappare
Cyanflugsnappare (Eumyias panayensis) är en fågel i familjen flugsnappare inom ordningen tättingar.

## Utseende och läte
Cyanflugsnapparen är en lsyande turkosblå flugsnappare med vit buk och en tydlig svart teckning mellan näbb och öga. Ungfågeln är brun med kraftig fläckning och blått på vingar och stjärt. Sången är kort utan tydlig inledning eller avslut, vilket ger intrycket att den börjar och slutar mitt i. 

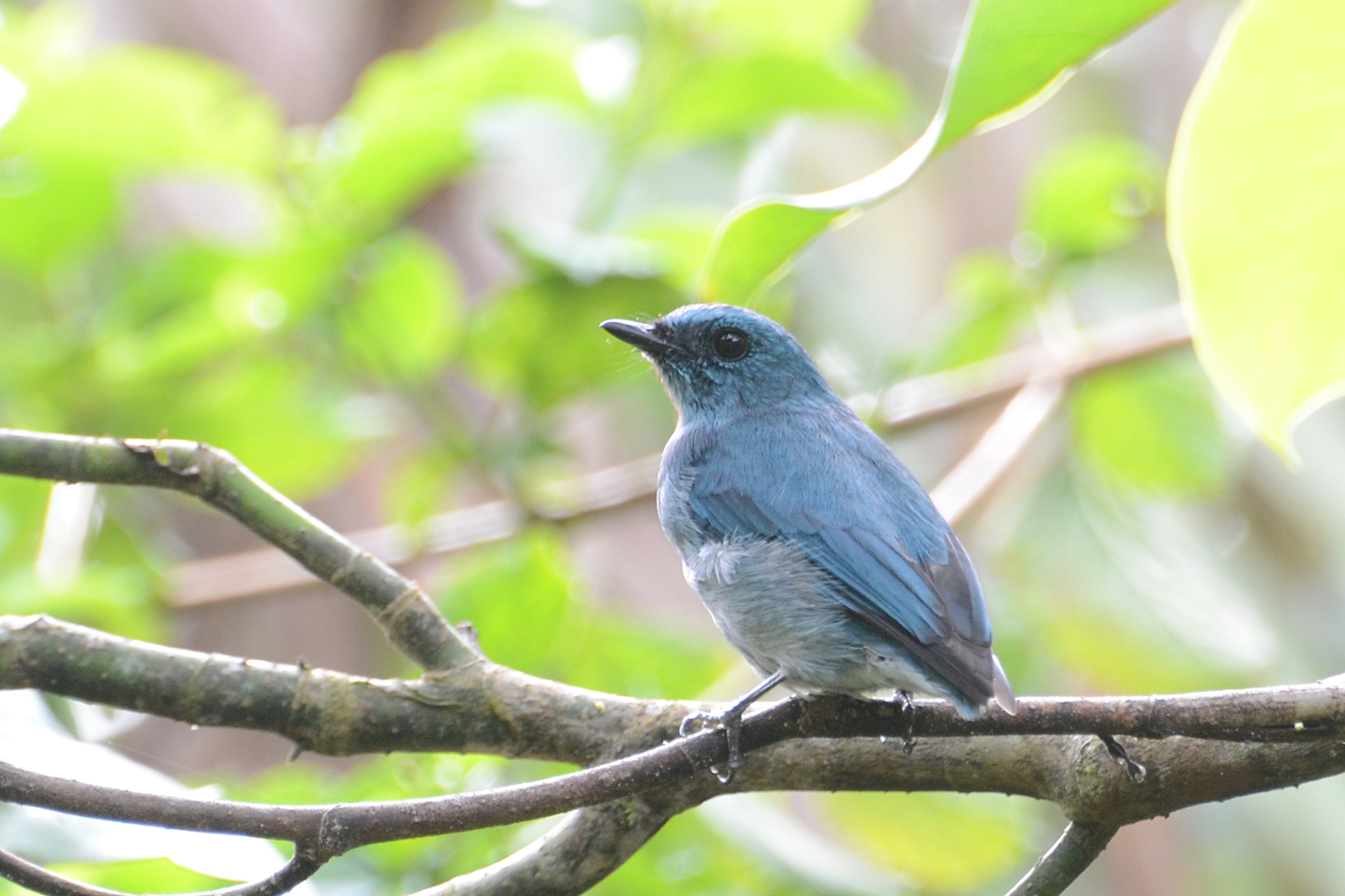

## Utbredning och systematik
Cyanflugsnapparem förekommer från Filippinerna söderut till Moluckerna och Sulawesi i Indonesien. Den delas in i åtta underarter med följande utbredning:
- Eumyias panayensis septentrionalis – norra, centrala och sydöstra Sulawesi; populationen på Taliabu (Sulaöarna) förs hit men kan utgöra en egen underart
- Eumyias panayensis meridionalis – södra Sulawesi
- Eumyias panayensis obiensis – Obi (södra Moluckerna)
- Eumyias panayensis harterti – Seram (södra Moluckerna)
- Eumyias panayensis nigrimentalis – norra Filippinerna (Luzon och Mindoro)
- Eumyias panayensis panayensis – centrala Filippinerna (Negros och Panay)
- Eumyias panayensis nigriloris – södra Filippinerna (Mindanao)

## Levnadssätt
Cyanflugsnapparen hittas i bergsskogar. Den ses enstaka eller i par, ofta i artblandade flockar.

## Status och hot
Arten har ett stort utbredningsområde, men tros minska i antal, dock inte tillräckligt kraftigt för att den ska betraktas som hotad. IUCN kategoriserar därför arten som livskraftig (LC). Värdspopulationen har inte uppskattats, men den beskrivs som generellt allmän, lokalt ovanligare.